# Amegilla sierra
Amegilla sierra là một loài Hymenoptera trong họ Apidae. Loài này được Eardley mô tả khoa học năm 1994.
Loài này phân bố ở Zimbabwe.